# Saint-Didier-sous-Écouves
Saint-Didier-sous-Écouves és un municipi francès situat al departament de l'Orne i a la regió de Normandia. L'any 2007 tenia 150 habitants.

## Demografia

### Població
El 2007 la població de fet de Saint-Didier-sous-Écouves era de 150 persones. Hi havia 60 famílies de les quals 12 eren unipersonals (4 homes vivint sols i 8 dones vivint soles), 20 parelles sense fills i 28 parelles amb fills.
La població ha evolucionat segons el següent gràfic:
Habitants censats

### Habitatges
El 2007 hi havia 79 habitatges, 59 eren l'habitatge principal de la família, 17 eren segones residències i 3 estaven desocupats. Tots els 79 habitatges eren cases. Dels 59 habitatges principals, 44 estaven ocupats pels seus propietaris, 14 estaven llogats i ocupats pels llogaters i 1 estava cedit a títol gratuït; 6 tenien dues cambres, 13 en tenien tres, 12 en tenien quatre i 29 en tenien cinc o més. 38 habitatges disposaven pel capbaix d'una plaça de pàrquing. A 26 habitatges hi havia un automòbil i a 27 n'hi havia dos o més.

### Piràmide de població
La piràmide de població per edats i sexe el 2009 era:
| Homes | Edats   | Dones |
| ----- | ------- | ----- |
| 0     | 95 o +  | 0     |
| 0     | 90 a 94 | 0     |
| 0     | 85 a 89 | 0     |
| 0     | 80 a 84 | 0     |
| 0     | 75 a 79 | 4     |
| 0     | 70 a 74 | 0     |
| 0     | 65 a 69 | 4     |
| 8     | 60 a 64 | 4     |
| 8     | 55 a 59 | 8     |
| 8     | 50 a 54 | 8     |
| 8     | 45 a 49 | 0     |
| 0     | 40 a 44 | 4     |
| 8     | 35 a 39 | 4     |
| 0     | 30 a 34 | 4     |
| 4     | 25 a 29 | 4     |
| 4     | 20 a 24 | 4     |
| 0     | 15 a 19 | 8     |
| 4     | 10 a 14 | 4     |
| 0     | 5 a 9   | 12    |
| 0     | 0 a 4   | 8     |

## Economia
El 2007 la població en edat de treballar era de 95 persones, 70 eren actives i 25 eren inactives. De les 70 persones actives 66 estaven ocupades (35 homes i 31 dones) i 5 estaven aturades (3 homes i 2 dones). De les 25 persones inactives 12 estaven jubilades, 8 estaven estudiant i 5 estaven classificades com a «altres inactius».

### Ingressos
El 2009 a Saint-Didier-sous-Écouves hi havia 63 unitats fiscals que integraven 151,5 persones, la mediana anual d'ingressos fiscals per persona era de 14.041 €.

### Activitats econòmiques
L'únic establiment que hi havia el 2007 era d'una empresa d'hostatgeria i restauració.
L'únic servei als particulars que hi havia el 2009 era una lampisteria.
L'any 2000 a Saint-Didier-sous-Écouves hi havia 16 explotacions agrícoles que ocupaven un total de 567 hectàrees.

## Equipaments sanitaris i escolars
El 2009 hi havia una escola elemental integrada dins d'un grup escolar amb les comunes properes formant una escola dispersa.

## Poblacions més properes
El següent diagrama mostra les poblacions més properes.